# Nioumachoua
Nioumachoua este un oraș în Comore, în  insula autonomă Mohéli. În 2012 avea o populație de 4174, iar la recensământul din 1991 avea 1956 locuitori.